# Mohrenapotheke (Eisleben)

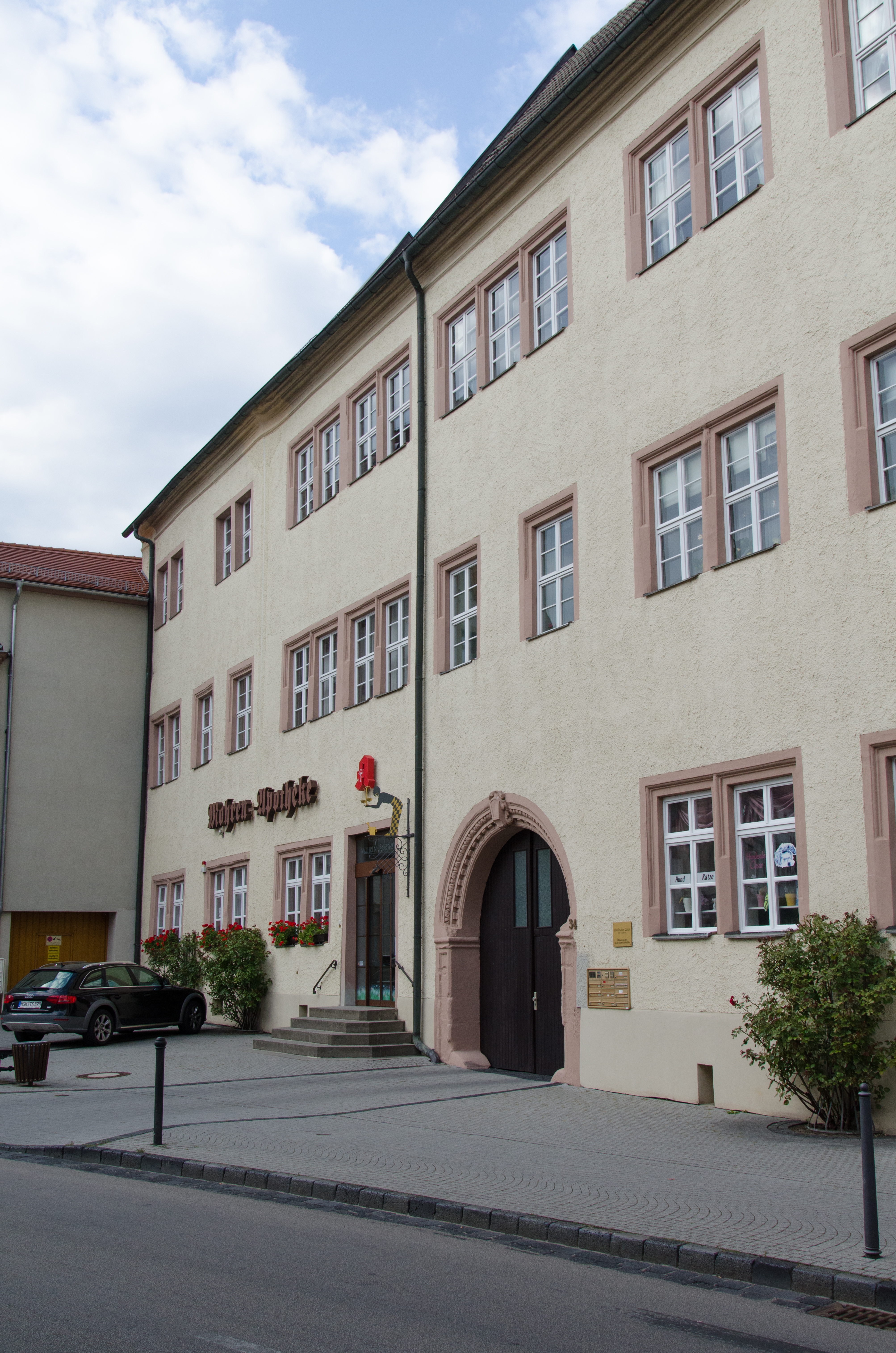
Mohrenapotheke Eisleben

Die Mohrenapotheke ist ein historisches Stadtschloss sowie eine traditionsreiche Apotheke in der Lutherstadt Eisleben im Landkreis Mansfeld-Südharz in Sachsen-Anhalt.

## Lage
Die Apotheke befindet sich am Ostrand des Marktes von Eisleben. An dieser Haupt-Durchfahrtsstraße sind mehrfach kleine Platzanlagen (Plan, Schloßplatz, Klosterplatz) geschaffen worden und auch die Mohrenapotheke steht leicht zurückgesetzt und so entstand ein Nebenplatz (Holzmarkt) des angrenzenden Marktes, zu dem das Gebäude in Sichtbeziehung steht.

## Geschichte und Nutzung
Die Mohrenapotheke in Eisleben wird in einer Zeit erstmals erwähnt, die von besonders schweren kriegerischen Auseinandersetzungen in Mitteleuropa geprägt war: im Jahr 1643, also gegen Ende des Dreißigjährigen Krieges. In Eisleben brachte dieser nicht nur Aufstände (1621) und Verwüstungen (1628, 1636), sondern auch wiederholt die Pest (1626, 1636) mit hunderten Toten. Wie lange die Apotheke zuvor bestand, ist nicht bekannt (siehe auch Abschnitt „Name“), aber die zahlreichen Pestwellen (1529, 1550, 1598, 1607, 1610/1611, 1681) lassen vermuten, dass schon früher eine solche Einrichtung benötigt wurde.
Das heutige Gebäude der Mohrenapotheke wurde ursprünglich als Stadtschloss erbaut. Ähnlich wie auf der Burg Mansfeld selbst besaßen die Grafen der drei Hauptlinien der Erbteilung von 1501 auch in Eisleben, der größten Stadt der Herrschaft, je ein eigenes Schloss, denn auch die Stadt Eisleben war gemeinsamer (ungeteilter) Besitz. Das Gebäude am Markt 34 entstand als Schloss der Grafen von Mansfeld-Mittelort im 16. Jahrhundert und wurde im Jahr 1554 erstmals erwähnt, ist also vermutlich bald nach der Erbteilung erbaut worden.
Das 17. Jahrhundert begann mit einem deutlichen Wandel, denn zunächst wurde das Gebäude beim Stadtbrand von 1601 stark beschädigt, ein Jahr später starb die Grafenlinie Mansfeld-Mittelort aus. Daher nutzte man den Wiederaufbau (bis 1612) für einen ersten Nutzungswandel und gestaltete es zum Amtsgebäude für den kursächsischen Rentmeister um. Dies blieb es bis zum Jahr 1664, dann wurde es Sitz des kursächsischen Oberaufsehers. Im Jahr 1788 endete auch diese Phase und das Haus wurde an Privatleute verkauft. Oberaufseher blieben aber noch bis 1810 dort wohnen. Mit dem Wiener Kongress kam Eisleben an Preußen und zwei Jahre später (1817) zog im Erdgeschoss die Mohrenapotheke ein und befindet sich seitdem dort. Möglich wurde das dadurch, dass der Apotheker Ritter, dessen Apotheke sich im Eckhaus gegenüber befand, das Gebäude erwarb.

## Name
Mohrenapotheken sind in Deutschland seit dem Mittelalter nachweisbar, treten aber verstärkt ab dem 16. Jahrhundert auf und finden sich in fast jeder deutschen Großstadt, v. a. in katholischen Gegenden. In vielen Fällen entstanden Mohrenapotheken in Städten mit Mauritius-Bezug, in Eisleben ist dieser hingegen nicht direkt nachweisbar. Die Grafen von Mansfeld der Querfurter Linie waren allerdings eng mit dem Erzbistum Magdeburg verbunden, dessen Hauptheiliger Mauritius war: Ruprecht von Querfurt war selbst Erzbischof, etliche Querfurter waren Burggrafen von Magdeburg, also direkt dem Erzbischof unterstellt, und von 1480 bis 1566 verwalteten die Erzbischöfe von Magdeburg das Bistum Halberstadt, zu dem Eisleben gehörte, und das eigentlich dem Erzbistum Mainz unterstellt war. Von 1570 bis zum Jahr 1780 stand der Teil der Grafschaft Mansfeld, in dem Eisleben lag, unter kursächsischen Oberaufsehern, da sie sich stark verschuldet hatte.
Ein Bezug auf Mauritius ist daher durchaus denkbar, denn nachdem Magdeburg zuvor durch Wichmann von Seeburg, ebenfalls Erzbischof von Magdeburg, an die Lehnsherrschaft der Vorstädte gelangt war, besaßen sie diese nun auch in der eigentlichen Stadt Eisleben. Die Reformation hat ab 1517 jegliche Heiligenverehrung beendet, so dass auch eine Herleitung von den biblischen Heiligen Drei Königen letztlich nur dann denkbar ist, wenn die Mohrenapotheke bereits vor 1566 gegründet wurde. Auch später war der Einfluss Magdeburgs noch vorhanden, aber nicht mehr kirchlicher Natur. Eine weitere Möglichkeit der Erklärung des Namens, ist, dass man das heute ungebräuchliche Wort Mohr nutzte, weil man mit Personen aus Nordwestafrika (Mauretanien) besondere Heil-Fähigkeiten verband.

## Baugestalt
Der schlicht gehaltene Bau wirkt vor allem durch seinen Umfang: Insgesamt 15 Achsen und drei Geschosse sowie die beiden Dachgeschosse schaffen einen breitgelagerten Gesamtbau. Zur Gliederung der Fassade griff man vor allem auf unterschiedliche Gruppierung der Fenster zurück. Zudem besitzen die Fenster Sandsteingewände der Renaissance. Das Satteldach besitzt heute keine Dachgauben mehr, früher war es hingegen mit Schleppgauben gestaltet, wie eine alte Ansicht auf einer Tasse zeigt. Es trennt das Gesamtgebäude zugleich in zwei Bauteile, wobei der rechte Bauteil mittig die Toreinfahrt besitzt, die in den Hof führt. Dieser ist im Osten und Süden mit weiteren Gebäuden bebaut. Der Bau im Osten besitzt einen hohen Bruchsteinsockel mit Fachwerkaufsatz und Walmdach, auf dem sich zentral ein Zwerchhaus befindet. An diesem zehnachsigen Bau ist später ein zweigeschossiger turmartiger Anbau mit Mansarddach errichtet worden. Das Gebäude beherbergt einen Spiegelsaal mit Stuckdekor und Kamin. Es stammt aus dem 17. Jahrhundert und wurde im 18. Jahrhundert verändert (u. a. 1725 Fachwerkobergeschoss). Das Erdgeschoss dürfte schon in der Entstehungszeit des Schlosses erbaut worden sein.
Die Torbogendurchfahrt ist kreuzgratgewölbt und besitzt abgefaste Portale gen Straße (mit Profilierung) und Hof. Die Fenstergitter an der Hofseite sind auf das Jahr 1612 datiert. Das Erdgeschoss ist wie die Tordurchfahrt kreuzgratgewölbt, zudem gibt es dort ein kursächsisches Wappen an der Decke und Segmentbogen-Nischen gen Straßenfront. Im ersten Obergeschoss befindet sich ein repräsentativer Festsaal („Fürstensaal“) mit acht farbigen Wandgemälden mit Bibel-Motiven, die aus den 1820er Jahren stammen und Ende des 19. Jahrhunderts stark übermalt wurden. An der barocken Stuckdecke des Saals wurde in den 1760er Jahren eine Allegorie auf Hoffnung und Gerechtigkeit gemalt. Alle Treppenanlagen und Portale des Gebäudes stammen aus der Barockzeit. Im Keller findet sich ein Tonnengewölbe. Der Haupteingang, zu dem eine Freitreppe hinauf führt, war früher rundbogig, die Fenster im Erdgeschoss waren auch straßenseitig vergittert.
Die Apotheke steht unter Denkmalschutz und ist im Denkmalverzeichnis mit der Erfassungsnummer 094 08142 eingetragen.

## Gäste
Neben den Mansfelder Grafen hielten sich im Dreißigjährigen Krieg auch die kaiserlichen Generäle Johann T’Serclaes von Tilly (1631) und Gottfried Heinrich zu Pappenheim (17. September 1631) in dem Gebäude auf.

## Umfeld
Vor dem Gebäude befand sich ein Brunnen, der im Zusammenhang mit der Verbesserung der Wasserleitung im Jahr 1616 entstanden ist.